# Činele
Činele (imenovane tudi "rene") so medeninasti kovani krožniki orientalskega izvora. Po njih se udarja s tolkali drugih glasbil, lahko pa se tudi udarja z enim delom po drugem. Dajejo zelo svetal in prodoren zvok brez določene tonske višine. Uporaba činel je praktično nujna in se veliko uporablja pri vojaških in podobnih godbah, predvsem pri pihalnih godbah.
Činele imajo mesto tudi v setih bobnov v sodobni glasbi. V ta namen se uporablja več vrst činel. Najpomembnejši je »hi-hat«, ki je sestavljen iz dveh činel obrnjenih ena proti drugi in je nameščen na posebno stojalo s pedalom. Večinoma ima 14" premera, precej pogosto pa tudi 12", 13" ali 15". Ostale samostojne činele so »splash« činele (8"-13"), »crash« činele (14"-20") ter »ride« činele (20"-24"). Posebna vrsta činel so še »china« činele, ki imajo značilno obliko in glasen ter kratek zvok.
Najbolj znani proizvajalci činel so Paiste, Sabian in Zildjian, priljubljene pa so še Meinl, Istanbul Agop, Istanbul Mehmet ter Wuhan.